# Behice Boran
Behice Sadik Boran, née le 1er mai 1910 à Bursa et morte le 10 octobre 1987 à Bruxelles, est une femme politique et sociologue turque, qui a notamment été présidente du Parti des travailleurs de Turquie.

## Biographie

### Origines et études
La famille de son père, des tatars originaires de Kazan, s'installe sur le territoire de l'Empire ottoman dans les années 1890. Son père travaille dans le commerce des céréales. Elle naît à  Bursa en 1910. Elle est la plus jeune de la fratrie.
Elle commence ses études à Bursa. Pendant la guerre d'indépendance, lorsque les Grecs entrent dans la ville, sa famille émigre à Constantinople. Elle poursuit ses études dans une école de religieuses françaises, puis entre
au Collège américain pour filles, l'American collège,. En 1933, elle est  professeur d’anglais à Manisa, ville où s’est installée la famille après le décès de son père. En 1934, elle obtient, par l'intermédiaire d'un de ses anciens professeurs, une bourse pour reprendre des études à l'université du Michigan. Elle y mène un doctorat de sociologie,.

### Carrière de sociologue
En 1939, elle devient professeur associé puis titulaire de la chaire de sociologie, créée à la faculté de langues, d'histoire et de géographie, au sein de l'université d'Ankara,. Elle mène des recherches sur le milieu rural en Turquie, et constitue, avec ses études sur les villages de la région de Manisa (Toplumsal yapı araştırmaları (Recherches sur la structure sociale)), un cadre d'analyses qui sert de référence à des générations de chercheurs,.

### Engagement politique
Au cours de la même période, elle participe à l'équipe de rédaction de publications de gauche, est membre du Parti communiste turc (TKP), se marie en 1946 avec Nevzat Hatko, mais est contrainte en 1948, dans le climat de guerre froide qui s'installe, de quitter son poste à l'université, et d'arrêter son enseignement et ses recherches. Avec son mari, elle ouvre un bureau de traduction. En 1950, elle est incarcérée et condamnée à 15 mois de prison pour ses prises de position contre le gouvernement de Menderes et contre la participation de l'armée turque à la guerre de Corée, mais est libérée périodiquement pour raisons de santé. C'est dans ces conditions, à 41 ans, qu'elle donne naissance à un fils, Dursun, en septembre 1951.
En 1962, elle devient membre du Parti des travailleurs de Turquie. Elle est élue députée aux élections de 1965 pour la province de Şanlıurfa. En 1975, elle est élue à la présidence de son parti  ; elle devient alors la première femme turque à accéder à la tête d'un parti. Après le coup d’État militaire du 12 mars 1971 elle est de nouveau arrêtée. Elle est condamnée à 15 ans de prison. Mais en 1974 elle bénéficie de l'amnistie générale et est libérée. Lors du coup d'état militaire du 12 septembre 1980, son parti, comme tous les autres partis politiques, est interdit. Elle est placée en résidence surveillée, puis quitte la Turquie.
En 1981, la citoyenneté turque lui est retirée. Elle meurt en octobre 1987 à Bruxelles, deux jours après avoir annoncé la fusion du Parti des travailleurs de Turquie et du Parti communiste turc. Dans une volonté d'apaisement, le gouvernement turc autorise le retour en Turquie de sa dépouille, drapée dans le drapeau national, et l'organisation d'une cérémonie officielle devant l'Assemblée nationale. Quinze mille personnes participent aux obsèques. Elle est inhumée à Istanbul au cimetière de Zincirlikuyu.

## Principales publications
- Toplumsal Yapı Araştırmaları (İki Köy Çeşidinin Mukayeseli Tetkiki), Türk tarih kurumu basımevi, 1945.
- Edebiyat yazıları, Istanbul, Sarmal , 1992.
- Türkiye ve sosyalizm sorunları, İstanbul, Sarmal yayınevi , 1992.
- Savunma, 1992.

### Traductions
- Platon, 1944, Devlet Adamı, İstanbul: Maarif Vekilliği (Mehmet Karasan'la Birlikte).
- Harley Granville-Barker, 1946, Voysey Mirası, İzmir : Tülin.
- John Steinbeck, 1964, Sardalya Sokağı, İstanbul : Batı.
- Howard Fast, 1966, Hürriyet Yolu, İstanbul : İstanbul Matbaası.